# Pontos extremos da Europa

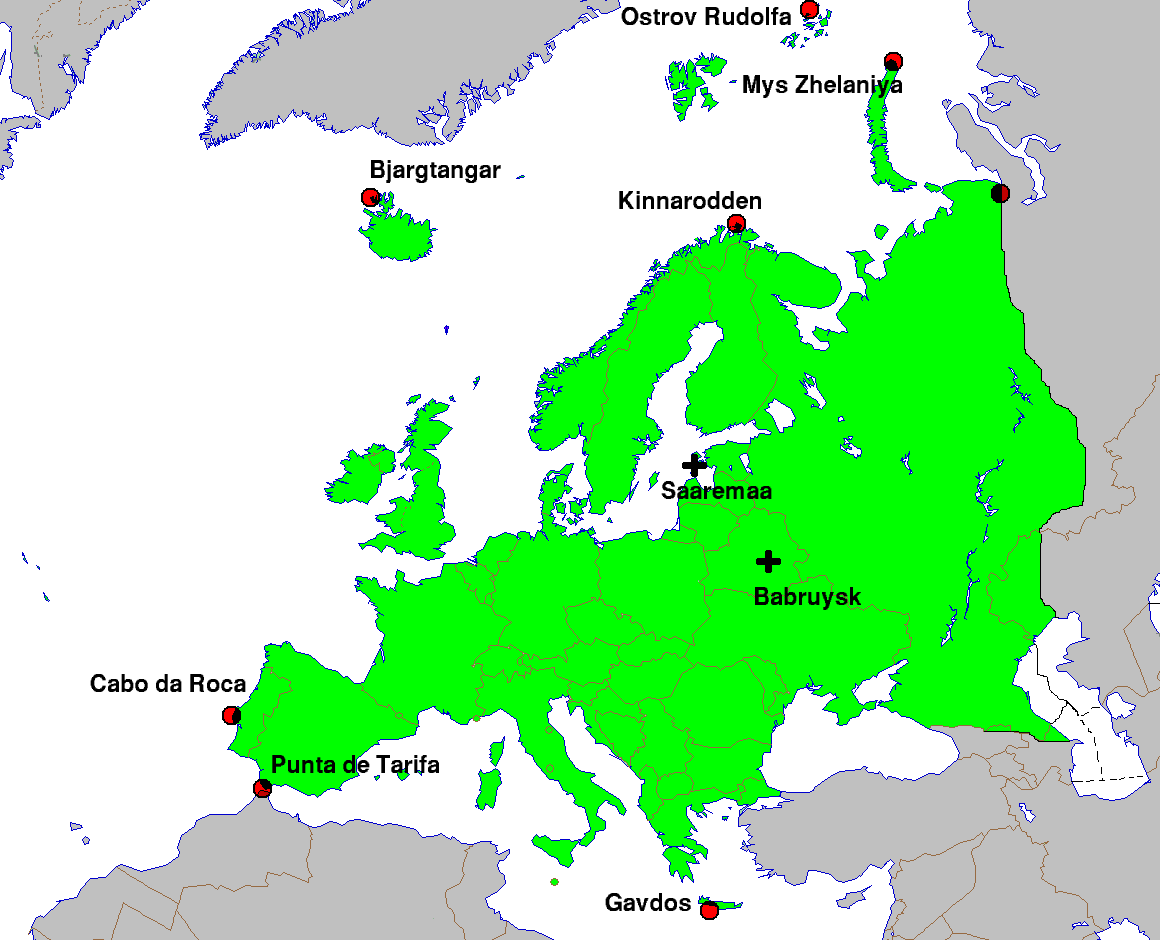
Pontos extremos da Europa

A Europa é o segundo menor dos continentes. Os seus pontos extremos são os seguintes:

## Europa, incluindo as terras remotas e as pequenas ilhas
- Extremo norte: Cabo Fligely, Ilha Rudolfo, Terra de Francisco José, Rússia (81° 48′ 24″ N). Se não se considerar a Terra de Francisco José como parte da Europa, o ponto setentrional extremo europeu será o extremo norte de Rossoya, Svalbard (Noruega) (81°N).
- Extremo sul: Gavdos, Grécia (34° 48′ 02″ N).
- Extremo este: Cabo Zhelaniya, Ilha Severny, Nova Zembla, Rússia (69° 05′ 31″ E). Esta afirmação baseia-se na consideração da cordilheira dos Montes Urais como fronteira oriental europeia.
- Extremo oeste: Ilhéu do Monchique, junto da Ilha das Flores nos Açores, Portugal (31° 16′ 30″ W). Se se considerar só a parte dos Açores da plataforma euroasiática (grupos oriental e central) como Europa, o Vulcão dos Capelinhos (28° 50′ 00″ W), na ilha do Faial seria o extremo ocidental da Europa.

## Europa, excluindo as terras remotas e as pequenas ilhas atlânticas, mediterrânicas e árticas
- Extremo norte: Knivskjellodden, Noruega (71º 11'N 25.40"E).
- Extremo sul: Cabo Anemómylos, Creta, Grécia.
- Extremo este: ponto mais a leste da República de Komi, Rússia (66° 11′ 57.225″ E)
- Extremo oeste: Bjargtangar, Islândia.

## Europa continental
- Extremo norte: Cabo Nordkinn, Noruega. 71° 08' N 27° 39' E
- Extremo sul: Punta de Tarifa, Espanha. 36° 0' 15" N 5° 36' 37" O
- Extremo este: ponto mais a leste da República de Komi, Rússia. https://mundogeo.com/2003/09/26/estabelecido-marco-geografico-oriental-da-europa/67° 47' N 66° 17' E
- Extremo oeste: Cabo da Roca, Portugal. 38° 47' N 9° 30' O (190 m acima da linha de água)

## Altitude
- Máxima: Monte Elbrus, Cabárdia-Balcária, Rússia:  5642 m
- Mínima: costa do Mar Cáspio, Rússia/Azerbaijão: -28 m